# Stephen Hawkins
Pour les articles homonymes, voir Hawkins.
Cet article possède un paronyme, voir Stephen Hawking.
Stephen Hawkins, né le 14 janvier 1971 à Hobart, est un rameur en aviron australien. Il a remporté la médaille d'or en deux de couple aux Jeux de Barcelone en 1992 avec son compatriote Peter Antonie.

## Palmarès
- Champion olympique en deux de couple aux Jeux olympiques d'été de 1992 à Barcelone ( Espagne)